# Architendipedidae
Architendipedidae — невелика вимерла родина двокрилих комах підкласу Довговусі (Nematocera), що налічує всього два види в двох родах. Існувала родина в юрському періоді.

## Систематика
У родині всього два види в окремих родах. Обидва роди Аше у 1983 році відносив до Incertae sedis.
- Родина: Architendipedidae
  - рід: Architendipes
    - вид: Architendipes tshernovskiji Rohdendorf, 1962 — Пакистан (Нижній Юрський період)

  - рід: Palaeotendipes
    - вид: Palaeotendipes alexii Rohdendorf, 1962 — Киргизстан (Нижній Юрський період)

## Ресурси Інтернету
- http://hbs.bishopmuseum.org/fossilcat/fossarchitend.html [Архівовано 26 липня 2012 у Wayback Machine.]

| Цератопс | Це незавершена стаття з палеонтології. Ви можете допомогти проєкту, виправивши або дописавши її. |